# وازگن مانوکیان
وازگن میکائیلی مانوکیان (Վազգեն Միքայելի Մանուկյան؛ زادهٔ ۱۳ فوریهٔ ۱۹۴۶) سیاست‌مدار اهل ارمنستان است که از تاریخ ۱۳ اوت ۱۹۹۰ تا تاریخ ۲۲ نوامبر ۱۹۹۱ در سمت نخست‌وزیر ارمنستان را برعهده داشت. مانوکیان از ۱۱ ژوئن ۱۹۹۹ تا ۲۰ مه ۲۰۰۰ در دولت گاگیگ هاروتیونیان و دولت هراند باگراتیان سمت وزیر دفاع ارمنستان بود. وی همچنین نماینده دوره‌های اول تا سوم مجلس ملی جمهوری ارمنستان بوده‌است.

## زندگی
در ۱۳ فوریهٔ ۱۹۴۶ در گیومری به دنیا آمد و از دانشگاه دولتی ایروان فارغ‌التحصیل شد. 